# Raffinazione elettrolitica

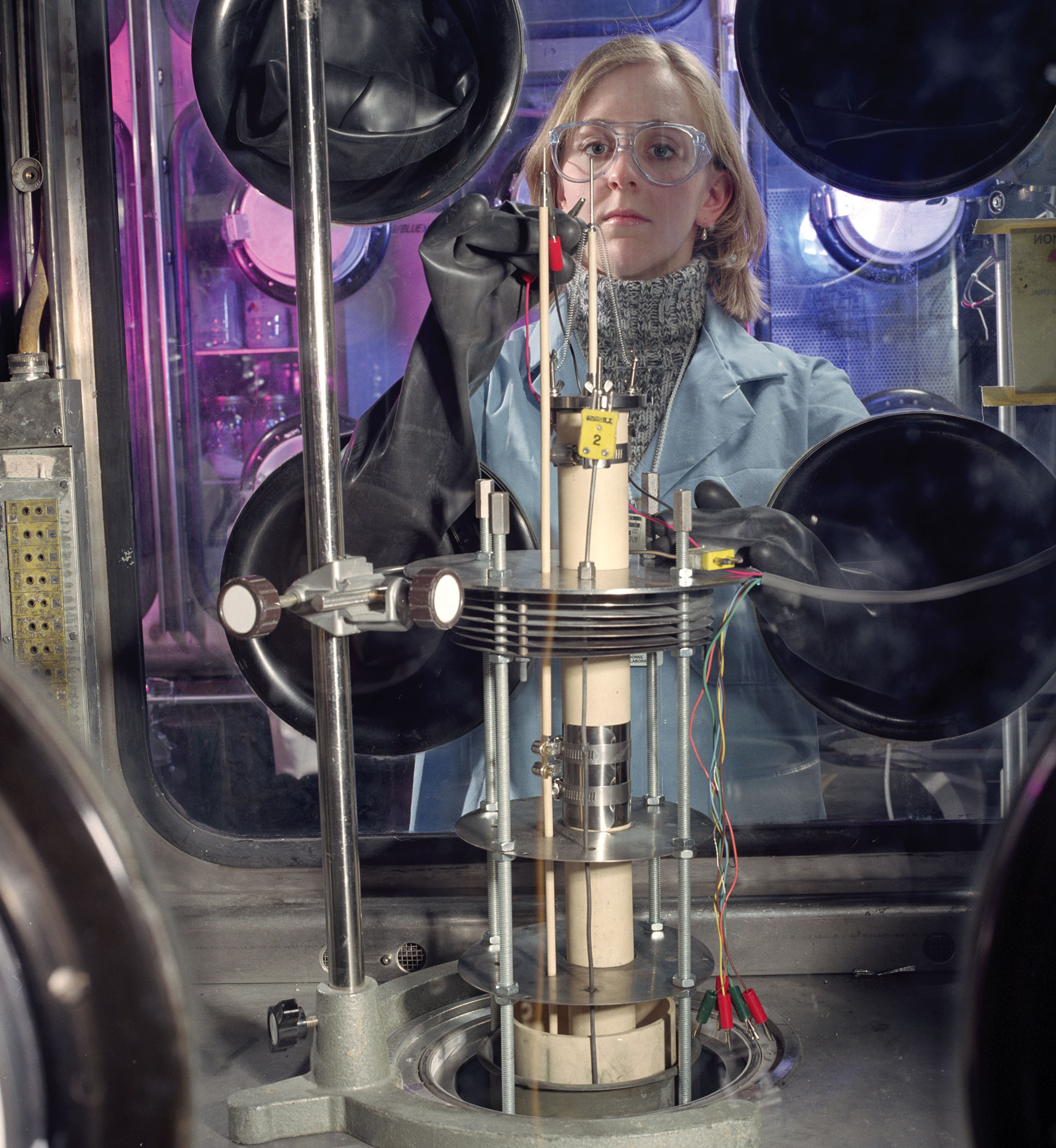
Raffinazione elettrolitica di scorie nucleari per il recupero del combustibile.

In elettrochimica, con il termine raffinazione elettrolitica (o elettroraffinazione) si intende il processo di elettrodeposizione dei metalli allo scopo di allontanare le impurezze in essi presenti.
Durante tale processo, il metallo impuro funge da anodo; sotto l'azione di una differenza di potenziale fornita dall'esterno, il metallo passa in una soluzione elettrolitica sotto forma di ioni, quindi gli ioni del metallo si depositano al catodo, mentre le impurezze precipitano sotto forma di "fanghi anodici" (nel caso in cui abbiano una nobiltà maggiore del metallo da raffinare) oppure rimangono in soluzione (nel caso in cui abbiano una nobiltà minore del metallo da raffinare). Ad esempio durante la raffinazione elettrolitica del rame si ha la formazione di fanghi anodici ricchi di oro e argento (che sono più nobili del rame), mentre i metalli meno nobili rimangono in soluzione.

## Storia
Si deve a Massimiliano di Leuchtenberg la prima esperienza in laboratorio di raffinazione elettrolitica del rame, nel 1847. Il processo industriale di raffinazione del rame fu poi brevettato nel 1865 da James Elkington. Nel 1870 fu inaugurato il primo impianto di raffinazione elettrolitica del rame, a Pembrey (nel Galles).

## Applicazioni

### Raffinazione elettrolitica del rame

Schema di funzionamento di una cella per la raffinazione elettrolitica del rame (a sinistra: l'anodo di rame da raffinare e i fanghi anodici; a destra: il catodo in rame puro).

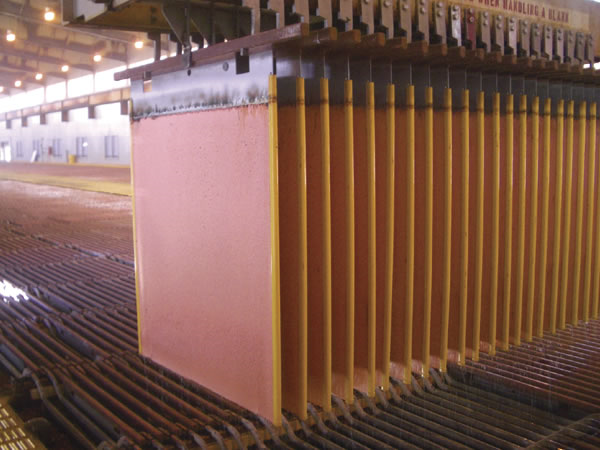
Catodi in acciaio di supporto per il rame puro.

La raffinazione elettrolitica del rame viene svolta in una cella elettrolitica in cui l'anodo è costituito dal rame da purificare mentre il catodo è costituito inizialmente da una sottile lastra di rame puro, sulla quale si va a depositare durante il processo altro rame puro proveniente dall'anodo. Gli elettrodi sono immersi in una soluzione elettrolitica acquosa contenente acido solforico (H2SO4) e solfato di rame (CuSO4).
All'anodo avviene la dissoluzione del rame metallico (Cu(s)) in ioni rameici (Cu2+(aq)), mentre al catodo avviene la riduzione degli ioni rameici a rame metallico puro (Cu°(s)). Dunque nella cella avvengono le seguenti semireazioni:
All'anodo: Cu(s) → Cu2+(aq) + 2e–
Al catodo: Cu2+(aq) + 2e– → Cu°(s)
Durante la dissoluzione del rame, le impurezze costituite da metalli meno nobili (tra cui arsenico, bismuto e nichel) restano in soluzione, mentre quelle costituite da metalli più nobili (tra cui oro, argento e platino) precipitano in corrispondenza dell'anodo formando i cosiddetti "fanghi anodici".
Per il funzionamento della cella è necessaria una differenza di potenziale elettrico di pochi decimi di volt (circa 0,25 V); tale valore così basso è dovuto al fatto che il potenziale standard di riduzione dei due elettrodi è pressoché uguale, essendo entrambi costituiti principalmente da rame; quindi la differenza di potenziale richiesta serve solo a vincere la sovratensione di concentrazione (dovuta alla differenza di concentrazione di specie elettroattiva nelle due semicelle) e le cadute ohmiche (associate alla resistenza elettrica della soluzione). Si ha in particolare un consumo di energia elettrica pari a circa 0,25 kWh per chilogrammo di rame prodotto.
I catodi ottenuti sono costituiti da rame con purezza maggiore del 99,99%, in genere in lastre di 96×95×1 cm, dal peso di circa 100 kg. Il rame elettrolitico così ottenuto non è ancora pronto per essere lavorato direttamente; deve infatti essere rifuso per farne billette, placche o vergelle, da cui si ottengono per lavorazione plastica i vari semilavorati (come fili, tubi, barre, nastri o lastre).

### Altre applicazioni
Oltre alla purificazione del rame, il processo di raffinazione elettrolitica viene utilizzato per estrarre uranio dalle scorie radioattive (contenenti impurezze di plutonio, cesio e stronzio) o per sottrarre metalli tossici o preziosi dalle correnti di scarto di origine industriale.